# VŠK Varaždin
Varaždinski športski klub Varaždin (kolokvijalno Veška) bio je hrvatski nogometni klub iz Varaždina.
Nastao je tijekom proljeća 1919. spajanjem Građanskoga športskoga kluba i Varaždinskoga gimnazijskog športskog kluba koji su djelovali prije Prvog svjetskog rata. Prvi predsjednik bio je Franjo Paar.
Klub je 1920. izgradio igralište na lokaciji Opatičke livade gdje se danas nalazi stadion Slobode. Prilikom njegovog otvorenja klub je odigrao utakmicu s Penkalom (0:6).
Najveći klupski uspjeh je osvajanje pokrajinskog prvenstva Zagrebačkog nogometnog podsaveza 1923. U finalu provincije te je sezone porazio Orient Sušak 1:0, dok je u finalu protiv prvaka Zagreba, Građanskog, izgubio 4:0.
Klupske boje 1932. bile su crvena i bijela.
Klub prestaje djelovati 1941. Klupsko igralište 1945. preuzima Sloboda.

## Poznati igrači
- Antun Golob
- Alfred Heinl
- Kruno Herceg
- Viktor Mađarić
- Jakov Poje
- Rudolf Sabljak
- Branko Tešanić